# Pachystachys spicata
Pour les articles homonymes, voir Pachystachys et Spicata.
Espèce
Classification APG III (2009)
Pachystachys spicata  est une espèce de plantes à fleurs du genre Pachystachys de la famille des Acanthaceae. C'est un arbuste vivace originaire des régions tropicales d'Amérique (Brésil, Pérou, Amérique centrale).
En page 8 de leur premier volume de la « Flora Peruviana, et Chilensis » , Hipólito Ruiz López et José Antonio Pavón l’ont décrite pour la première fois en latin, en 1798, sous le nom de Justicia spicata.
En 1986, Dieter Carl Wasshausen l’a reclassifiée selon les principes de la systématique botanique moderne en page 175 du volume 99 de la publication Proceedings of the Biological Society of Washington  .
Il peut être utilisé comme arbuste ornemental.

## Synonymes
Selon "The Plant List" 18 juin 2012
- Justicia spicata Ruiz & Pav., 1798 ,  Flora Peruviana et Chilensis Vol. 1
- Pachystachys asperula Nees, 1847, Prodromus Vol. 11
- Pachystachys latior Nees, 1847, Prodromus Vol. 11
- Pachystachys riedeliana Nees, 1847, Flora Brasiliensis Vol. 9